# ワーストギア
『ワーストギア』は、2012年4月28日公開の日本映画。

## 概要
- キャッチコピー「ダメな奴等ほど上に上がりたがる」

## キャスト

### 四戦高校
前園拓：崇岡白
本作の主人公
野獣・野蛮・荒い・涙もろい・女ったらしで女に優しい
須崎蘭丸：藤田佳秀
冷静沈着・女にモテる・喧嘩の天才
矢野廉平：大神健人
天才・頭脳明晰・女にモテない・エロい
名波優羽：留川真帆
ヤクザの娘
春風涼乃介：野澤慶昌
男気溢れる和の男
北原龍樹：BETTANA!!
怪力エロ大将
大米神：隼吏アキーム
大ドロボー
水裏虹湖：みろ

### 加賀美兄弟
加賀美零時：大村一隆
加賀美揚羽：奈之未夜
加賀美ホタル：りお

### その他
松方弘：吾磨壮奇
定岡卓：伏岡嘉則
プレイボーイ

## スタッフ
- 監督・企画・撮影監督・編集：佳本周也
- プロデューサー：さかたまゆみ・奈之未夜
- アソシエイトプロデューサー：熊木大輔・川一
- 衣装：日本芸能美術
- アクション：みろ
- 音楽プロデューサー：RUKA